# 鈴木理子 (キリンプロ)
鈴木 理子（すずき りこ、1998年11月9日 - ）は、キリンプロに所属していた日本の元子役。

## 出演

### CM
- KDD[注釈 1]（1999年[注釈 1]）
- イララック（小林製薬、2004年）

### ビデオパッケージ
- グラスアリーナ西神中央[注釈 2]（2002年）

### テレビドラマ
- 剣客商売 第5シリーズ（フジテレビ、2004年[注釈 3]） - 波川八重 役
- おみやさん 第4シリーズ（テレビ朝日、2005年） - 幼少期の竹見さくら 役

### 映画
- 阿修羅城の瞳（松竹、2005年[注釈 4]）
- 村の写真集（村の写真集製作委員会、2005年劇場公開） - 野村さやか 役

## モデル活動

### スチール
- ムトウ（2002年） - 生協カタログモデル
- めばえ（小学館、2002年）
- グラスアリーナ西神中央[注釈 2]（2002年）
- 大阪ガス（2003年）
- 西松屋（2004年）
- シャボネット（サラヤ、2004年）
- フェリシモ（2004年）
- イズミヤ（2005年）